# Markt (Schwerin)

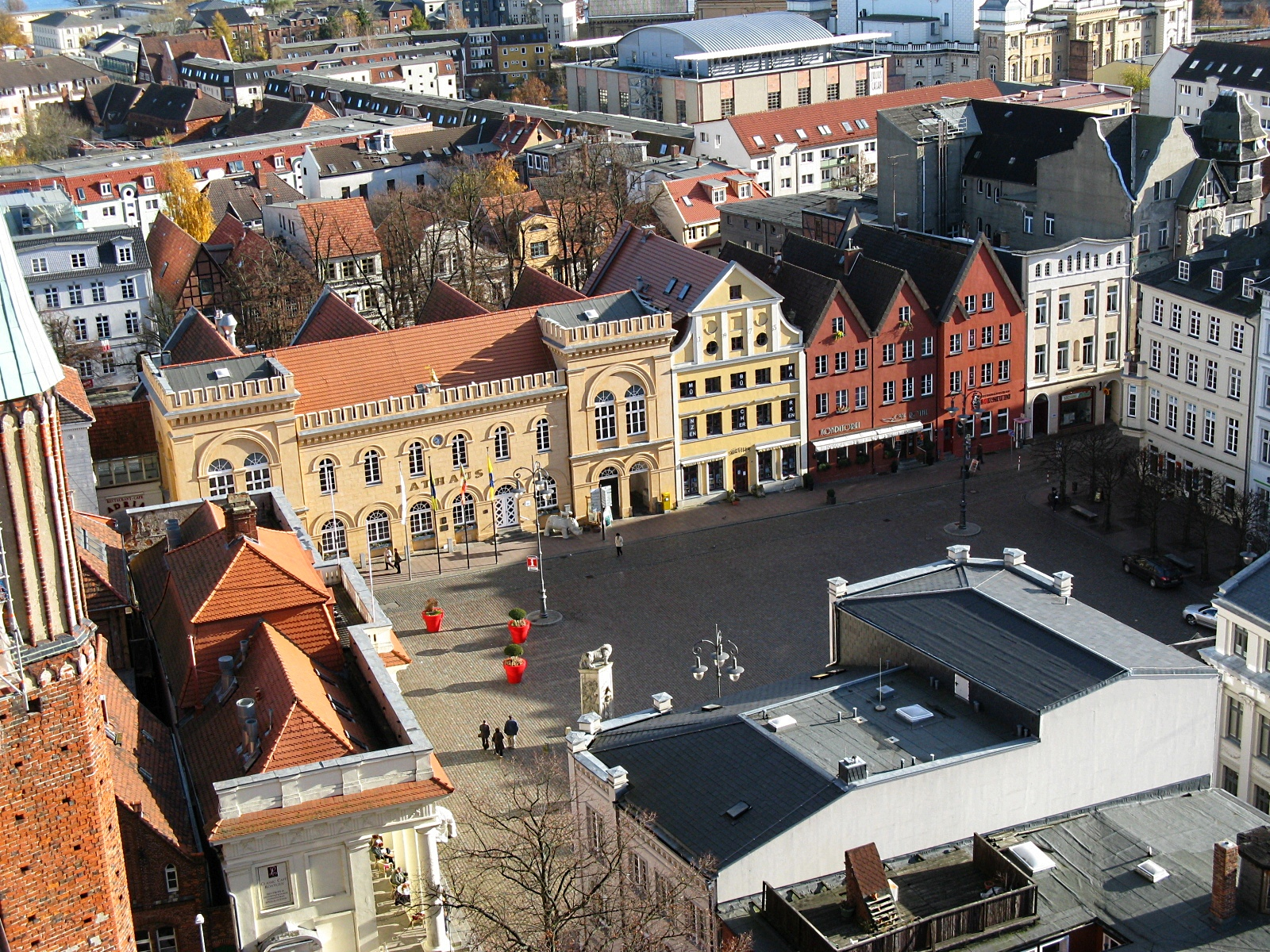
Der Schweriner Markt, Blick vom Dom

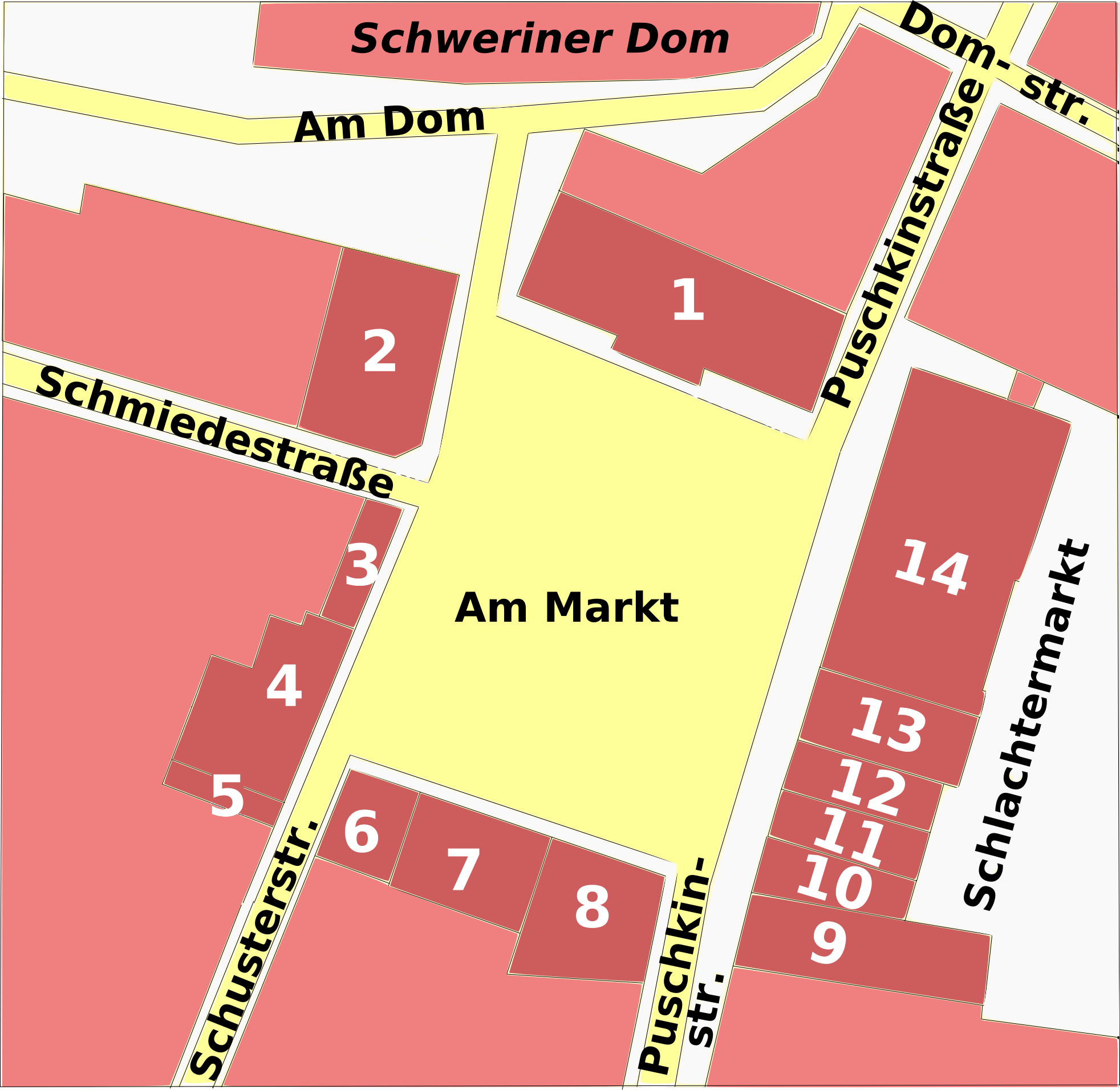
Übersichtskarte

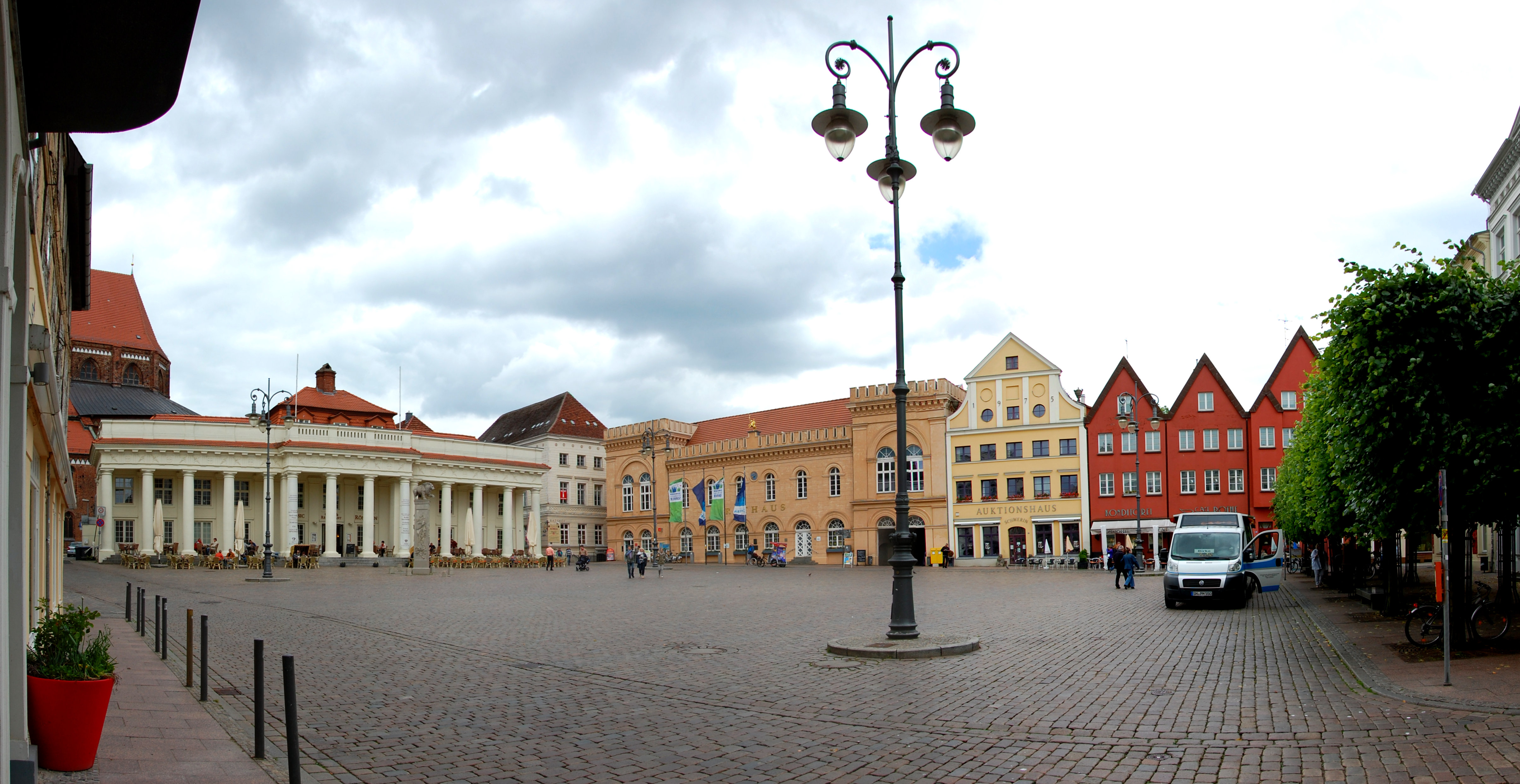
Panoramablick nach Nordost

Der Markt in Schwerin ist ein rechteckiger historischer Marktplatz in der Schweriner Altstadt, dessen Geschichte bis auf die Stadtgründung im Jahr 1160 zurückgeht. Zur Abgrenzung gegenüber dem Schelfmarkt der bis 1832 eigenständigen Neustadt (Schelfe) wird er auch als Altstädtischer Markt bezeichnet. Er befindet sich südlich des Doms. Vier der den Platz umrahmenden Gebäude stehen unter Denkmalschutz.

## Beschreibung

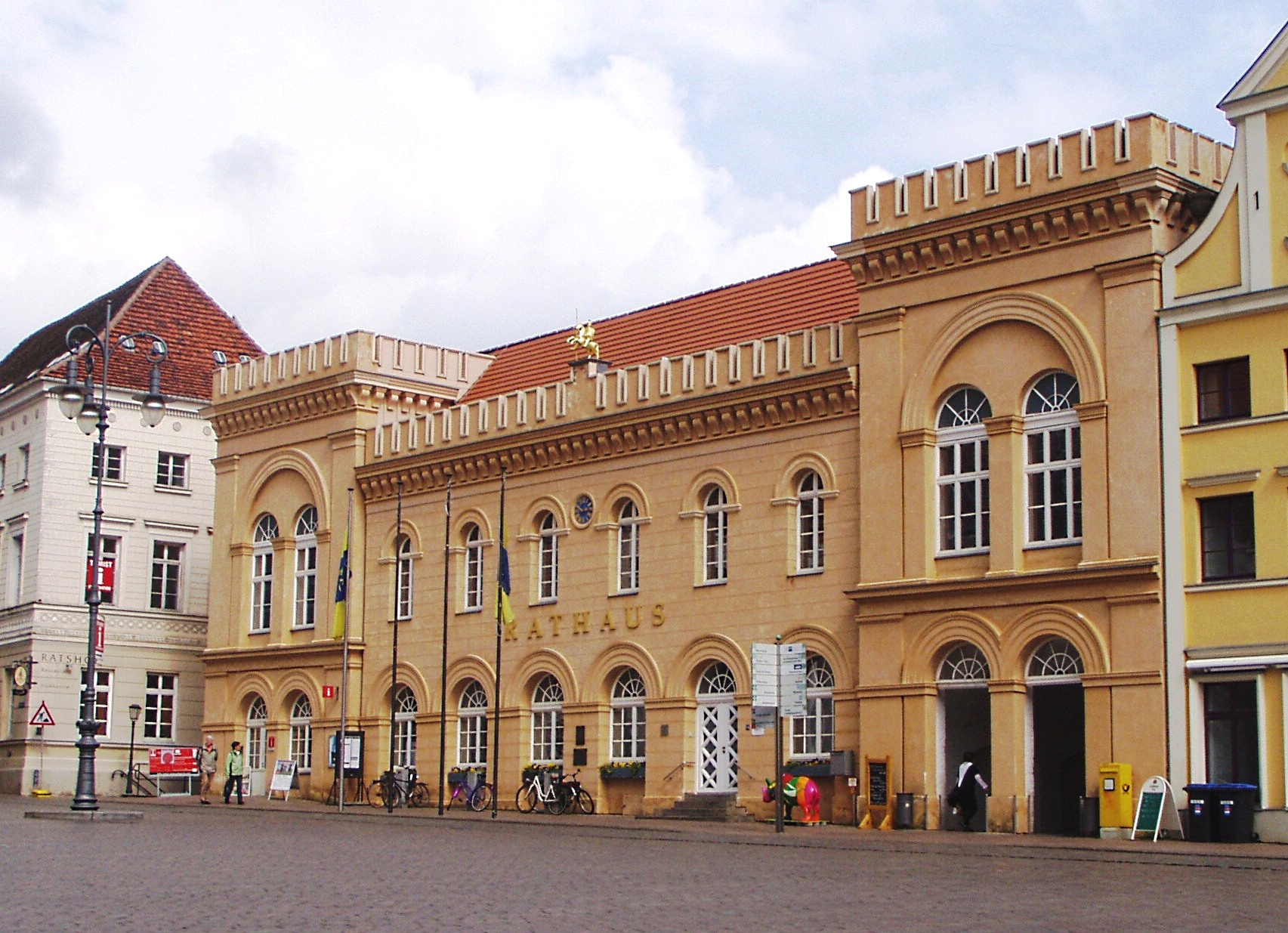
Altstädtisches Rathaus

Der Altstädtische Markt erhielt seine Grundfläche nach dem großen Stadtbrand des Jahres 1651. Diese Fläche wurde 1783–1785 noch einige Meter nach Norden ausgedehnt und misst heute 60 × 52 Meter. Der Markt wird im Norden vom Neuen Gebäude (Säulengebäude) begrenzt, im Osten vom Rathaus, vom Bürgerhaus mit 1975 nach historischem Vorbild rekonstruierter Fassade, drei 1975 neu errichteten Giebelhäusern, im Süden von Wohnhäusern mit spätklassizistischer Fassade aus den Jahren nach 1840 und im Westen von weiteren Bürgerhäusern, von denen ein Fachwerkhaus teilweise erhalten blieb. Vor dem Neuen Gebäude steht das Löwendenkmal.
Zum Markt führen zumeist als Fußgängerzone die Schmiedestraße, die Schuster- und die Puschkinstraße sowie zwei Durchgänge vom Schlachtermarkt. Nördlich des Marktplatzes befindet sich der Schweriner Dom.
Unter Denkmalschutz stehen das Neue Gebäude (Am Markt 1), zwei Wohn- und Geschäftshäuser (Am Markt 3, Am Markt 7) und das Altstädtische Rathaus (Am Markt 14).

## Geschichte des Marktes

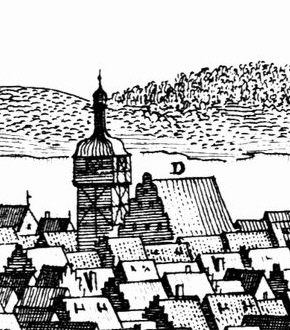
Das Rathaus vor 1651

Der Markt war bereits bei der Stadtgründung Schwerins als zentraler Platz vorhanden. Die Bedeutung der Stadt für den Handel machte die Einrichtung eines Marktplatzes notwendig, unter anderem als Standort für Jahrmärkte. Stadtgründer Heinrich der Löwe förderte die Entwicklung des Fernhandels dadurch, dass Schweriner Kaufleute Zollfreiheit in ganz Sachsen genossen und sich zwei Koggen sowie beliebig viele kleinere Schiffe im Hafen von Wismar halten durften. Nur auf dem Marktplatz war es gestattet, mit Lebensmitteln und handwerklichen Erzeugnissen zu handeln. Kleinhandwerker besaßen Buden, in denen sie produzierten und verkauften. Schlachter, Bäcker und Fischer boten ihre Produkte von überdachten Verkaufsständen, Scharren oder Bänken in nach Berufsgruppen unterteilten Bereichen des Marktes an; so wurde beispielsweise im nordöstlichen Teil des Marktes mit Fisch gehandelt. Nur an besonderen Tagen, wie etwa seit 1171 dem 9. September eines Jahres, war auch auswärtigen Händlern der Vertrieb ihrer Produkte auf dem Schweriner Marktplatz gestattet. Der Markt war auch Versammlungsplatz. Bevor Zeitungen aufkamen, wurden hier ein- bis zweimal jährlich und bei besonderen Ereignissen neue Gesetze, Satzungen und Verordnungen vorgelesen oder es gab Bürgeraussprachen. Wie der Markt damals bebaut war, ist nicht gesichert überliefert. Der Geologe und Denkmalpfleger Nils Rühberg geht von eingeschossigen Fachwerk-Lehmhäusern aus, deren Dächer mit Stroh gedeckt waren. Straßenbefestigungen gab es, wo nötig, wohl nur in Form von Holzbohlen. Das Rathaus wird einst frei auf dem Markt gestanden haben, wovon ein 1284 erwähnter Friedhof zeugt, dessen Gräber 1983/84 aufgedeckt wurden.
Nur ein Teil der ursprünglich etwa 75 × 75 Meter großen und heute größtenteils bebauten Marktfläche überschneidet sich im Südosten mit dem heutigen Grundriss. Dadurch, dass neu gegründete Städte wie Wismar und Parchim günstiger an schiffbaren Wasserwegen lagen, ging der Handel in Schwerin zurück, der Markt wurde nach und nach bis auf eine kleine Restfläche (60 × 20 m) bebaut. Selbst Marktbuden wurden aufgrund des Bevölkerungszuwachses in Wohnhäuser umgestaltet. Es war eine enge Wohnbebauung mit hohen, schmalen Häusern ohne Hof und Garten. Erst nach dem verheerenden Stadtbrand 1651, der in einer Schmiede hinter dem Rathaus ausgebrochen war und mit 150 Häusern beinahe die gesamte Altstadt in Schutt und Asche gelegt hatte, erhielt der Markt nach den Plänen des Stadtbaumeisters Johann Wedel in etwa seine heutige Grundfläche, wobei sich der Mittelpunkt leicht nordwestlich verlagerte. Wedel erstellte 1651 einen Wiederaufbauplan, in dem neben dem neuen Grundriss auch die alten Straßenverläufe eingezeichnet waren. Stadtkommandant Oberst Görzen verlangte die Errichtung ansehnlicher barocker Giebelhäuser am Markt, dabei sollten Häuserreihen geradlinig verlaufen und zum Schutz vor Bränden keine Reet- oder Strohdächer erhalten. Da vielen Bürgern für den Wiederaufbau der Häuser das Geld fehlte, wurde im Reich um Spenden gebeten. Von den erzielten über 3000 Reichstalern wurden 1200 für den Wiederaufbau des Rathauses verwendet, der Rest wurde an die Bürger verteilt. Von ihnen erhielten die meisten etwa 10 bis 20 Reichstaler, was ohne Eigeninitiative nicht zum Aufbau einer neuen Existenz genügte. Das neue barocke Rathaus wurde 1654 vollendet, wobei nur wenige Bauteile aus der Renaissance Verwendung fanden. Auch die sonstige Wohnbebauung muss bis 1654 fast fertiggestellt worden sein, wobei größtenteils Fachwerkhäuser, deren Giebel in Richtung Markt zeigten, errichtet wurden. Mit dem Bau des Neuen Gebäudes von 1783–1785 an der Nordseite des Marktes war die Marktfläche um einige Meter erweitert, planiert und gepflastert worden.

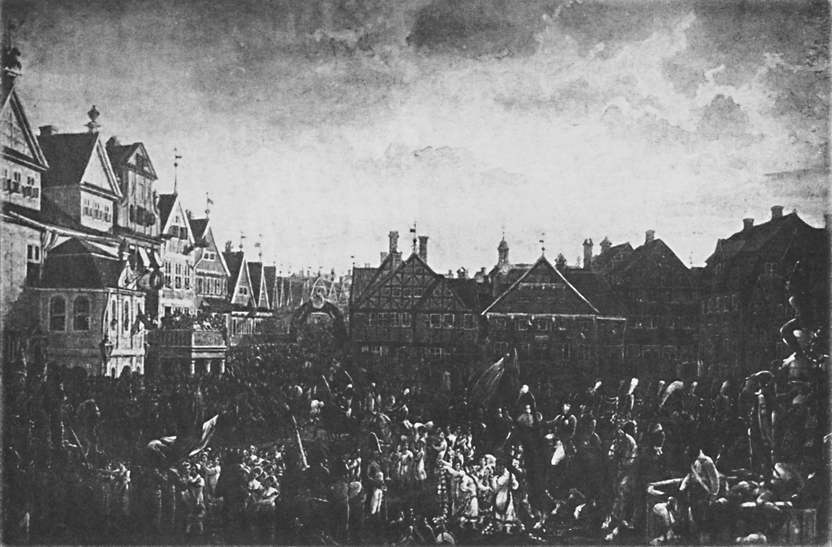
Einzug von Friedrich Franz I. auf dem Marktplatz im Jahr 1807

Über Jahrhunderte bildete der Markt das politische, wirtschaftliche und religiöse Zentrum der Stadt, wenngleich aufgrund der ungünstigen Lage zu den Verkehrswegen der Fernhandel nicht florieren konnte. 1807 war der Marktplatz Schauplatz der pompösen Einzugszeremonie von Herzog Friedrich Franz I., als dieser nach dem Frieden von Tilsit wieder in seine Rechte als Landesherr eintrat.

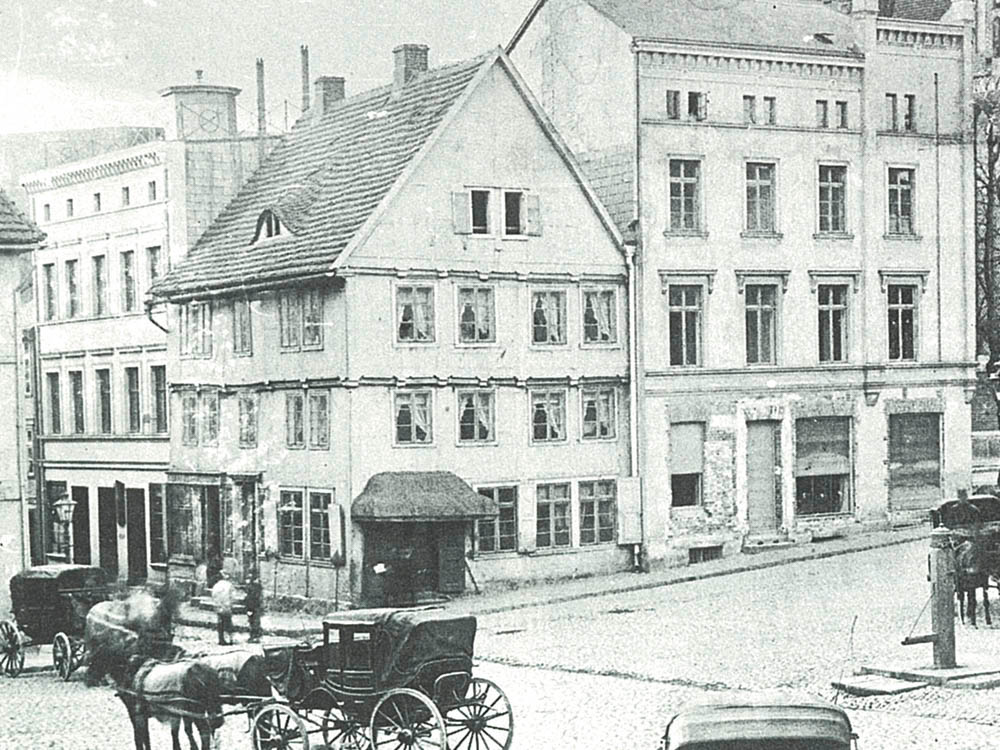
Der Marktplatz mit wartenden Kutschen auf einem Foto von 1856. Blickrichtung Am Markt 2 und Schmiedestraße. Ganz links eine der neuen Laternen.

1835 erhielt das Rathaus sein heutiges Aussehen im Tudorstil nach Plänen von Georg Adolf Demmler. Bei Umgestaltungsarbeiten des 19. Jahrhunderts entstanden die spätklassizistischen Fassaden der Südfront des Platzes. Um 1838 wurde die Marktfläche mit einem neuen Pflaster versehen, wobei die Erwähnung von Asphalt einen Fugenguss vermuten lässt. Ein fünfarmiger Kandelaber diente der abendlichen Beleuchtung. 1848 wurde auf dem Marktplatz die zentrale Droschkenstation eingerichtet. 1853 erhielten der Platz und die Altstadt eine Gasbeleuchtung. Damals wurden die Laternen bei Mondschein jedoch nicht entzündet. Die Bürgersteige wurden 1866 mit Granitsteinen belegt. In den 1890er Jahren machte ein Kanalisationsprojekt auch auf dem Markt umfangreiche Erdarbeiten erforderlich. In der Folge wurde der Markt neu gepflastert. Der sorgfältig ausgeführte Unterbau, die Packlager und die kubischen Pflastersteine wurden 1975 freigelegt. Ab dem Ende des 19. Jahrhunderts entwickelte sich ein quirliges Handelsleben am Markt. In diese Zeit fällt auch der Kauf der an das Rathaus grenzenden Gebäude Am Markt 10–13, sowie von Bauten in der Dom- und Schlachterstraße zur Rathauserweiterung. Die Häuser am Markt wurden jedoch nicht verändert, da die Erweiterungsabsichten nicht umgesetzt wurden.
Das am 1. Juli 1894 eröffnete Kaufhaus Kychenthal, das sich in zwei aufeinanderfolgenden, in einer Häuserfront befindlichen, gründerzeitlichen Gebäuden am Markt 4/5 und in der Schusterstraße 1 befand, war bis zum Beginn der Zeit des Nationalsozialismus ein traditionsreiches Handelsunternehmen, vornehmlich für die „einfachen“ Schichten und für junge Leute. Als Warenhaus in jüdischem Besitz wurde es ab 1933 von den Nationalsozialisten mit Boykottmaßnahmen bekämpft. Unter anderem wurden Kunden, die in diesem und anderen jüdischen Geschäften einkauften, namentlich in der Rubrik Am Pranger im Niederdeutschen Beobachter abgedruckt. Das NSDAP-Blatt gab jedoch 1935 selbst ein teilweises Scheitern der Maßnahmen zu. Noch im Oktober 1938 wurde der Familie Kychenthal ein Vertrag vorgelegt, nach dem das Geschäft, dessen Weiterführung geplant war, für 140.000 Reichsmark verkauft werden sollte. Die Kychenthals unterschrieben das Papier nicht. In der Reichspogromnacht wurden das Kaufhaus und die darüber befindlichen Wohnräume der Familie Kychenthal verwüstet, Louis und seine beiden Söhne Ludwig und Willy tags darauf verhaftet und in das Zuchthaus Neustrelitz verbracht, aus dem sie nach kurzer Zeit wieder entlassen wurden, nachdem sie einen noch niedrigeren als den zuvor festgesetzten Kaufpreis akzeptierten. Ludwig entging nur knapp einem Weitertransport ins KZ Sachsenhausen. Das Kaufhaus wurde unter Marktwert verkauft, außerdem wurden der Familie baupolizeiliche Maßnahmen auferlegt, nach denen sie selbst für die Beseitigung der durch die Verwüstung entstandenen Schäden und baulichen Veränderungen aufzukommen hatten. Die zur Geschäftsaufgabe gezwungenen Familienmitglieder flüchteten 1939 – mit Ausnahme des inzwischen 75-jährigen Louis Kychenthal – ins Ausland. Louis Kychenthal wurde 1942 nach Theresienstadt deportiert, wo er 1943 starb. Das Kaufhaus wurde durch Bernhard Knop aus Neukloster erworben, der im Krieg fiel. Er stand jedoch bis in die DDR-Zeit, in der das Kaufhaus durch die Kommunale Wohnungsverwaltung bewirtschaftet wurde, im Grundbuch. Die Geschäftsräume wurden durch eine Uniformfabrik genutzt. Nachdem sowohl Hans Kychenthal, Enkel von Louis Kychenthal, sowie auch Nachfahren Knops Anträge auf Rückübertragung stellten, erhielten die Erben Kychenthals als Erstgeschädigte das Haus zurück, diese verkauften es an eine Schweriner Immobilienfirma. Vor dem Gebäude erinnern heute sogenannte Stolpersteine an das Schicksal der Kychenthals.

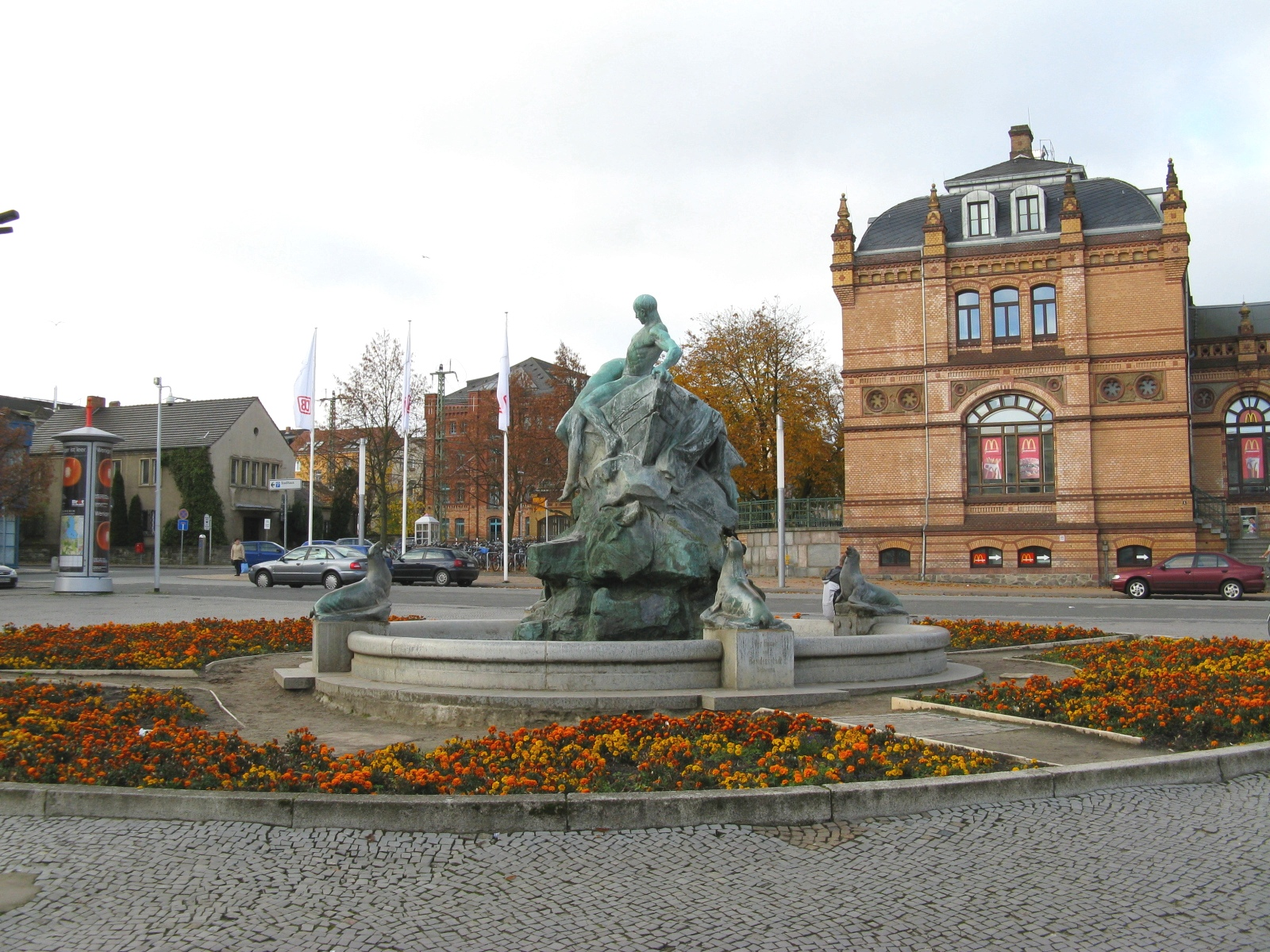
Brunnen Rettung in Seenot von 1910 an seinem heutigen Standort vor dem Hauptbahnhof

An der südlichen Marktfront befand sich in dem viergeschossigen spätklassizistischen Gebäude Markt 7 das lebhafte Residenz-Café des Konditormeisters Erich Weist, das sich über zwei Etagen erstreckte. Das Resi war in der ersten Hälfte des 20. Jahrhunderts als Treffpunkt geradezu eine Institution.
Gegenüber dem Rathaus standen früher ein Marktbrunnen, der bis zur Einrichtung eines Wasserleitungssystems Ende des 19. Jahrhunderts zur Wasserversorgung der Bürger diente und ein Pranger.
Der 1910 vor dem damaligen Residenzcafé an der Südseite aufgestellte Zierbrunnen Rettung in Seenot im Jugendstil mit Bronzeplastiken von Hugo Berwald war eine Spende der reichen Kommerzienrätin und Kaufmannswitwe Emma Mühlenbruch. Ihr verstorbener Mann war Gönner der Seenotrettungsgesellschaft, wodurch die Motivwahl begründet ist. Der Brunnen wurde, da die Anlage für den Markt zu groß erschien, 1927 auf den Vorplatz des Hauptbahnhofs versetzt, wo er noch steht. Von 1908 bis 1938 durchquerte auf der Königsstraße (heute Puschkinstraße) eingleisig die Straßenbahn der Linie 1 den Platz.

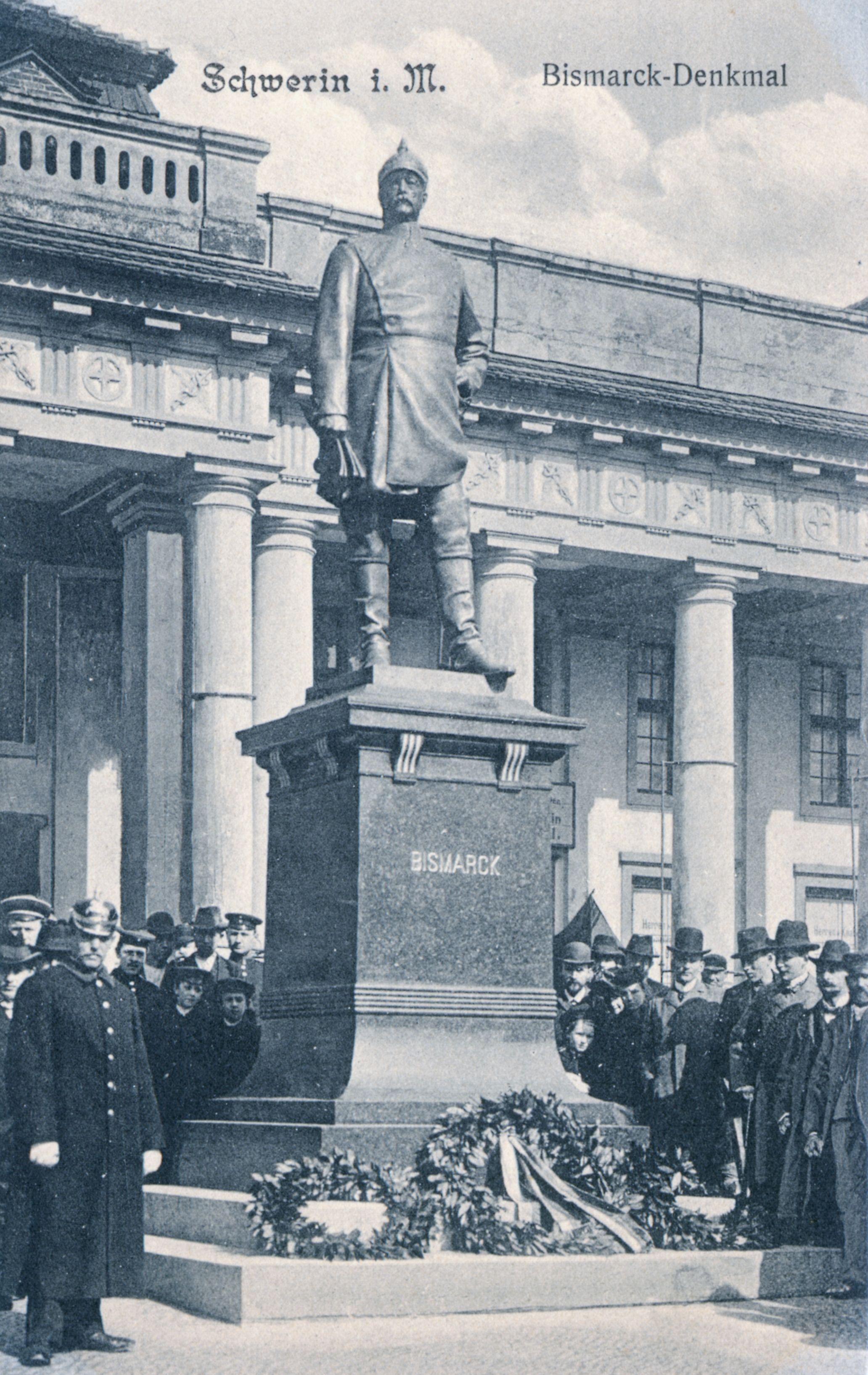
Damalige Bismarck-Statue von 1901 vor dem Neuen Gebäude

Die Bronzestatue Otto von Bismarcks auf einem Sockel, gefertigt vom Bildhauer Wilhelm Wandschneider, befand sich seit dem 1. April 1901 vor dem Neuen Gebäude. Sie wurde 1939 zum Bismarckplatz, dem heutigen Platz der Jugend, versetzt, um 1950 entfernt und später eingeschmolzen. In der Pflasterung des Marktes war bis 1995 der Standort erkennbar.

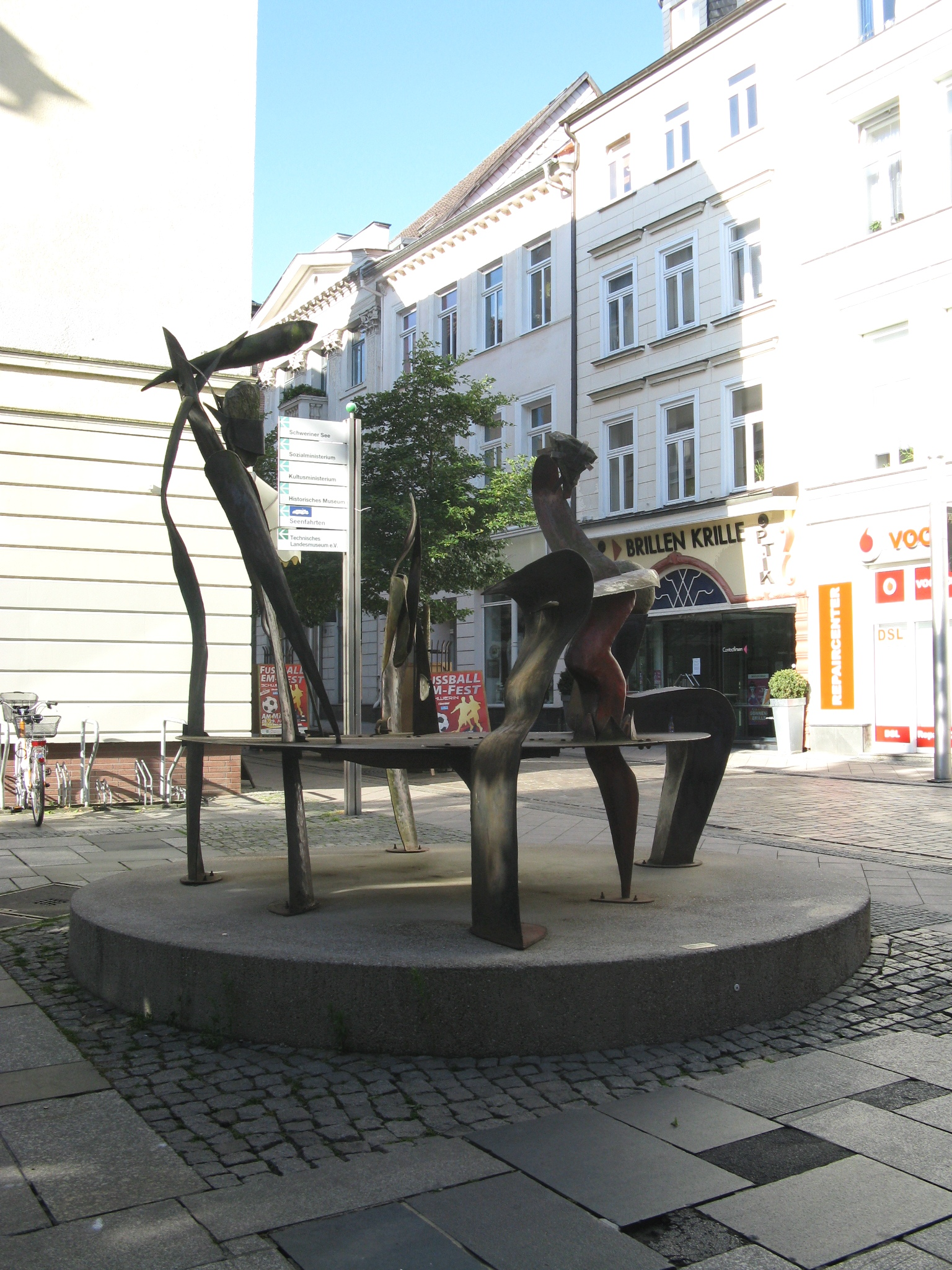
Runder Tisch von 1990, hatte seinen Standort ehemals auf dem Markt

Ein auch den Markt betreffender, in den späten 1960er und frühen 70er Jahren geplanter Stadtumbau, bei dem nur 15 historische Gebäude der Altstadt als erhaltenswert angesehen wurden und entstehende Lücken mit modernen Gebäuden im sozialistischen Stil versehen werden sollten, wurde wegen der zum VIII. Parteitag der SED geänderten Wohnungsbauvorhaben in der DDR nicht umgesetzt. Einen Ideenwettbewerb zum Stadtumbau schrieb man bereits 1968 aus. Im Jahr 1975 wurden einige Restaurierungen, zum Beispiel am Neuen Gebäude, durchgeführt. Gleichzeitig wurden vier Häuser an der Westseite des Marktes abgerissen und neu errichtet. Die Einrichtung von Geschäften in diesen Gebäuden sorgte für gesteigerten Publikumsverkehr. Instandhaltungsarbeiten und teilweise Neubauten am Rathaus gab es von 1983 bis 1985.
Umfassende Sanierungen erfolgten nach der Wiedervereinigung Deutschlands. Im Herbst 1990 wurde vor dem Neuen Gebäude die aus Stahl und Feldsteinen gefertigte Skulptur Runder Tisch des Lübecker Bildhauers Guillermo Steinbrüggen aufgestellt. Sie wurde im Juli 1995 abgebaut und nach Instandsetzungsarbeiten und einer Farbgestaltung einige Meter südlich an der Ecke Puschkinstraße/Großer Moor wieder aufgestellt. Sie sollte im Zuge der Wende ein Zeichen der Selbstbestimmung und Befreiung der Bürger der ehemaligen DDR sein.
Nach der Wende wurde der Platz um 1999 neu gepflastert und erhielt an der Südseite zwei Reihen niedriger Bäume. Durch die reizvolle Architektur, die Innenstadtlage, die Existenz von Einzelhandelsgeschäften und nicht zuletzt durch die Nähe zum Schweriner Dom ist der Markt heute touristischer Anziehungspunkt. Weiterhin werden jährlich unter anderem der Martensmarkt, mit Empfang des Martensmanns aus Lübeck, der Weihnachtsmarkt und gelegentlich Großveranstaltungen abgehalten.

## Bauwerke

### Neues Gebäude (Am Markt 1)

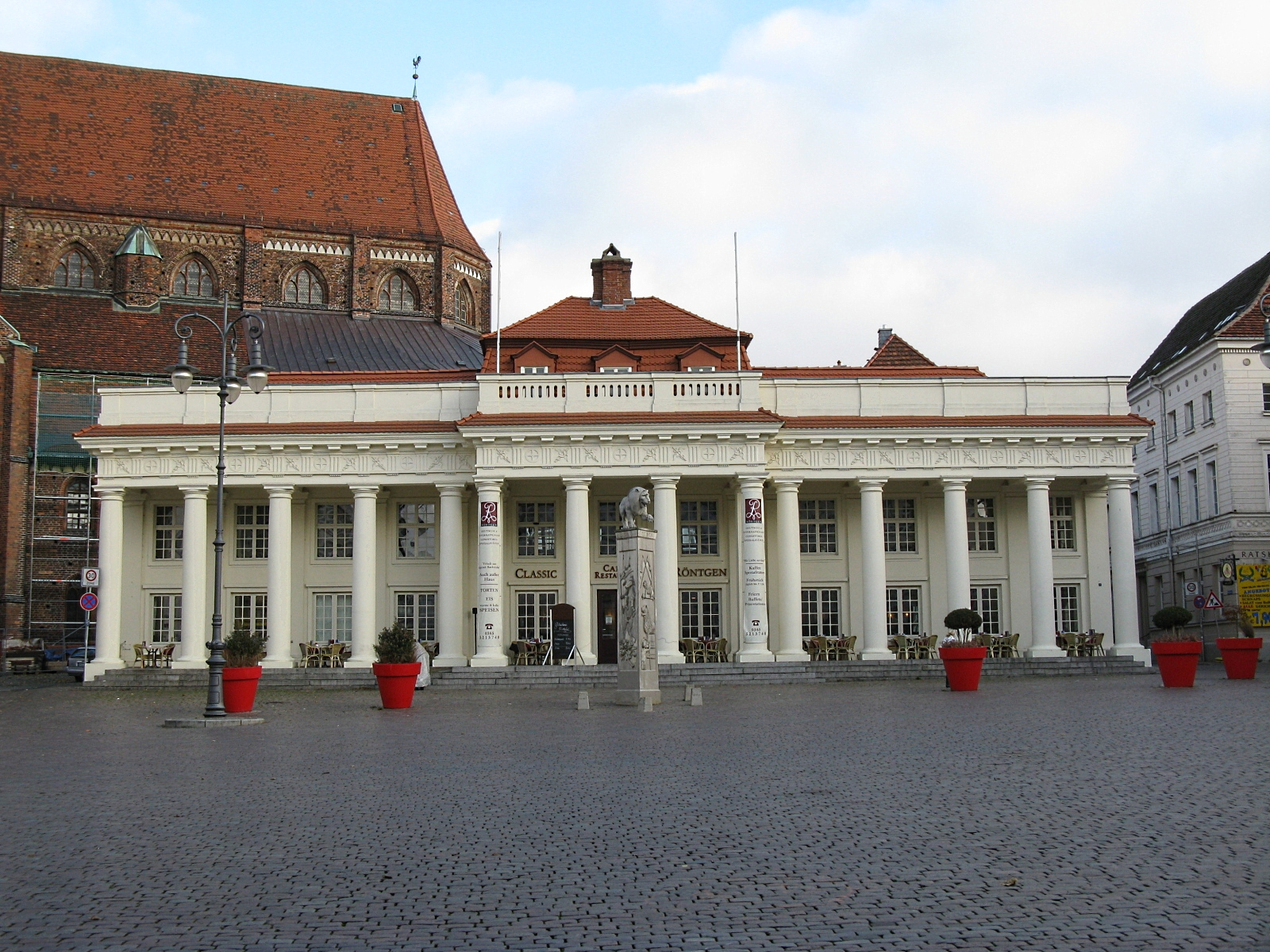
Neues Gebäude

Dieses Gebäude wird im Volksmund auch Säulengebäude oder Krambudengebäude genannt. Der Bau entstand 1783 bis 1785 nach Entwürfen Johann Joachim Buschs als Markthalle, an die die Reliefs mit Rad und geflügeltem Merkurstab als Symbole des Handels erinnern. Das Gebäude weist Merkmale des Barocks und des Klassizismus auf und besitzt eine Attika sowie längs der Vorderfront eine Säulenvorhalle mit 14 dorischen Säulen, zwei Stützen und ein Triglyphenfries. Das barocke Mansarddach ist über dem Mittelrisalit des Gebäudes mit einem pavillonartigen Dachaufbau ausgestattet, an dessen Spitze sich ein kunstvoll gestalteter, zentraler Schornstein befindet.
Man errichtete das Neue Gebäude bewusst nur zweigeschossig, um den Blick auf den Dom nicht zu versperren. Die Halle löste offene Marktstände mit schlechten hygienischen Verhältnissen auf der Freifläche zwischen vier alten, unregelmäßigen Anwesen ab. Herzog Friedrich, dessen Residenz sich in Ludwigslust befand, waren bei seinen Besuchen in Schwerin der Gestank des Marktes und das Gekreische der Marktfrauen zuwider. Auf seinen Befehl sollte eine Markthalle entstehen, die am Tagesende nicht zu einem Tanzsaal umfunktioniert werden konnte. Dazu kaufte man die vier Grundstücke auf der Nordseite des Marktes und errichtete das Neue Gebäude mit schmalem Grundriss auf der dem Dom zugewandten Seite. Die Vergrößerung der unbebauten Fläche und der repräsentative nördliche Abschluss werteten den Marktplatz auf.
Die die gesamte Marktfront einnehmende offene Säulenvorhalle wurde für den ambulanten Handel und der dahinter liegende zweigeschossige geschlossene Teil für den Verkauf von Lebensmitteln genutzt. Da die Halle die sogenannten Krambuden auf dem Markt ersetzte, entstand die Bezeichnung Krambudengebäude. Sie diente jedoch nur bis etwa in die 1850er Jahre als Markthalle. Kurz vor 1900 bis 1938 hatte die Polizei dort ihren Sitz. Seit 1927 sind Ausstellungsräume des städtischen Gaswerkes erwähnt, die später der Fremdenverkehrsverein, unter anderem ab 1937 auch als Reisebüro, nutzte. Bereits vor und besonders nach dem Zweiten Weltkrieg war das Neue Gebäude bewohnt, im unteren Geschoss gab es jedoch bis etwa 1965 Büroräume. Nach dem Ausbau fanden hier von 1965 bis 1995 Ausstellungen, unter anderem des Stadtarchivs, statt. Der tonnengewölbte Keller wurde 1975 trockengelegt und als Gastraum für geschlossene Veranstaltungen hergerichtet. Seit 2001 hatte im Neuen Gebäude ein Café seinen Sitz. Nach zahlreichen gastronomischen Fehlversuchen und Jahren des Leerstands übernahm 2020 der Schauspieler Martin Neuhaus das Gebäude. Heute beherbergt das Haus die Bar Löwe Schwerin und eine Souvenirmanufaktur im Erdgeschoss, einen mietbaren Veranstaltungsraum im Obergeschoss und ein Coworking-Büro im Dach. 
Vor dem Haus finden von Mai bis September immer dienstags Straßenmusikkonzerte statt, die erheblich zur Wiederbelebung der historischen Altstadt beitragen. Für diese Initiative wurde der Betreiber 2023 mit dem Kulturpreis der Landeshauptstadt Schwerin ausgezeichnet. 

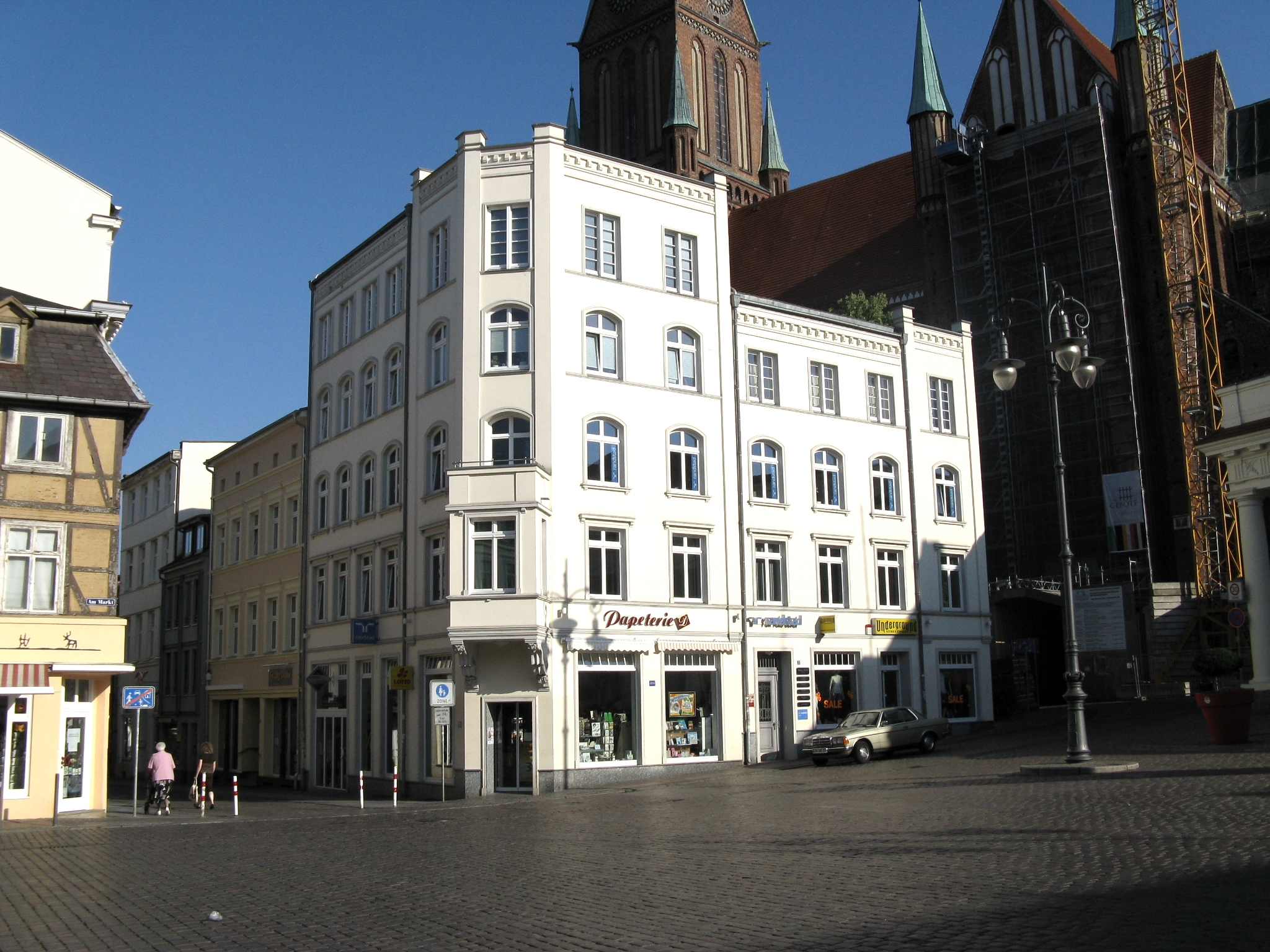
Am Markt 2

### Wohn- und Geschäftshaus (Am Markt2)

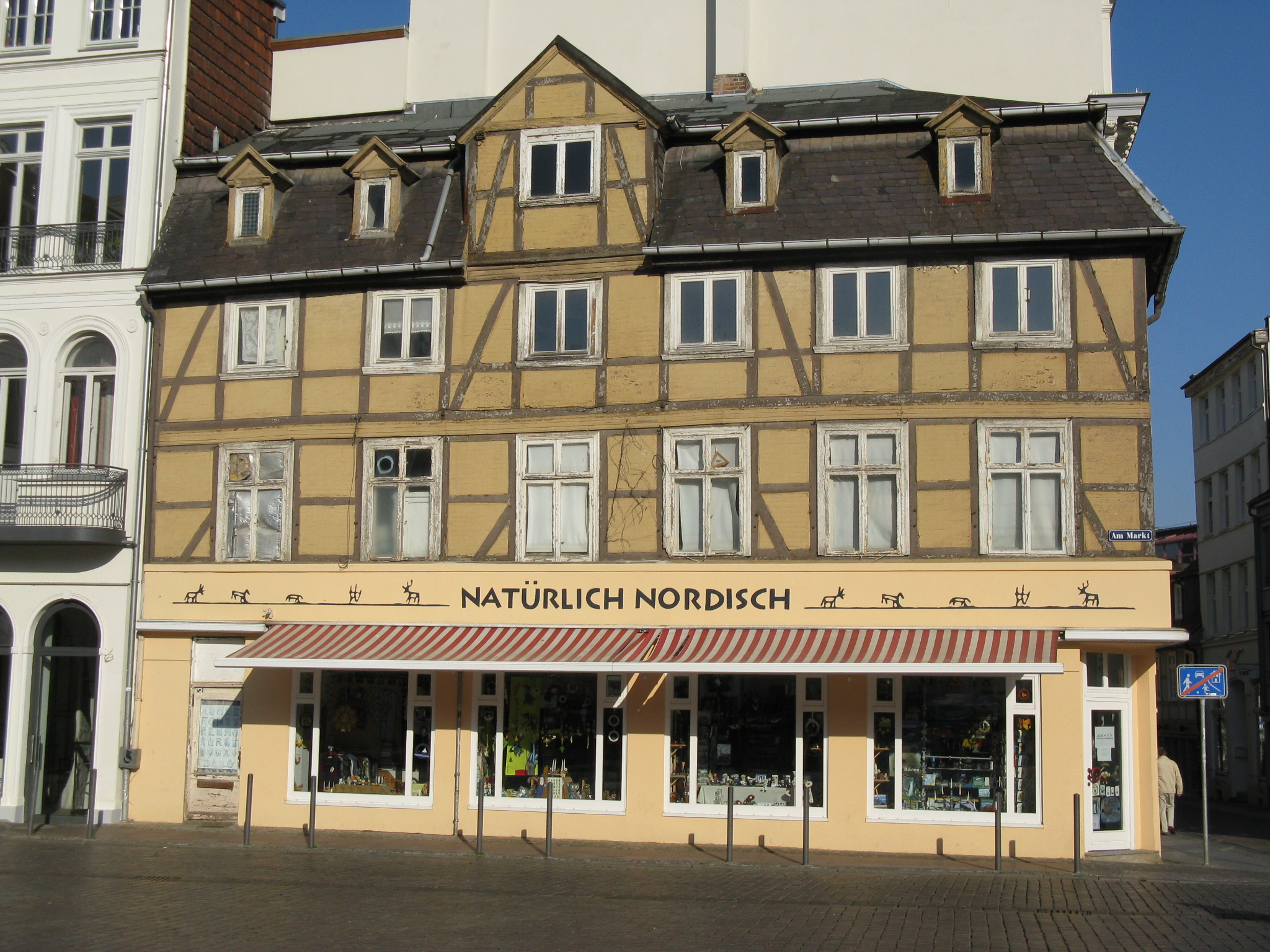
Am Markt 3

Das Gebäude Markt Nr. 2 ist ein zweigegliederter Bau, der zur Schmiedestraße hin viereinhalb und auf der Domseite dreieinhalb Geschosse besitzt.
Um 1850 bestand dieses Gebäude aus einem flachen, eingeschossigen, dem Dom zugewandten Bau mit zwei Türen und mehreren Fenstern sowie einem höheren Fachwerkhaus mit Mansarddach. 1855 entstand auf Veranlassung eines Schlachtermeisters der dreieinhalbgeschossige domzugewandte Gebäudeteil. Er besitzt zum Dom hin eine erhöhte Eckausbildung und stichtonnengewölbte Kellerräume. Mit Ausnahme der Geschäftsräume blieb das Gebäude zunächst ungenutzt. Nach Abriss des Fachwerkhauses wurde dort ein viereinhalbgeschossiger Gebäudeteil mit schrägem Eckenabschluss und einem Erker mit darüber befindlichem Balkon errichtet. In den 1950er Jahren gingen die historische Putzgestaltung und der bekrönende Maschikulifries mit Fialen verloren. Letztere wurden nach 1990 rekonstruiert.

### Wohn- und Geschäftshaus (Am Markt3)
Das denkmalgeschützte Gebäude ist barocken Ursprungs. Die beiden Stockwerke oberhalb des Erdgeschosses sind in Fachwerk ausgeführt. Das Mansarddach besitzt auf der dem Markt zugewandten Seite ein asymmetrisches Zwerchhaus und vier um 1860 nachträglich hinzugefügte Giebelgauben. In dieser Zeit wurde im ersten Obergeschoss ein Balkon installiert, der heute nicht mehr vorhanden ist. Gegenüber dem Ursprungszustand gab es seit dem 19. Jahrhundert Veränderungen am Haus durch Ladeneinbauten im heute massiv gemauerten Erdgeschoss. Die westliche Haushälfte wurde beseitigt. Hinter dem Haus Nr. 3 steht ein um 1860 entstandenes Gebäude (Schmiedestraße 2).
Das Gebäude wurde als Verkaufs- und Lagerhaus über einem tonnengewölbten Keller errichtet. Noch um 1840 war am Zwerchhaus ein Lastenaufzug angebracht. Bewohnt wird das Haus seit den 1860er Jahren.

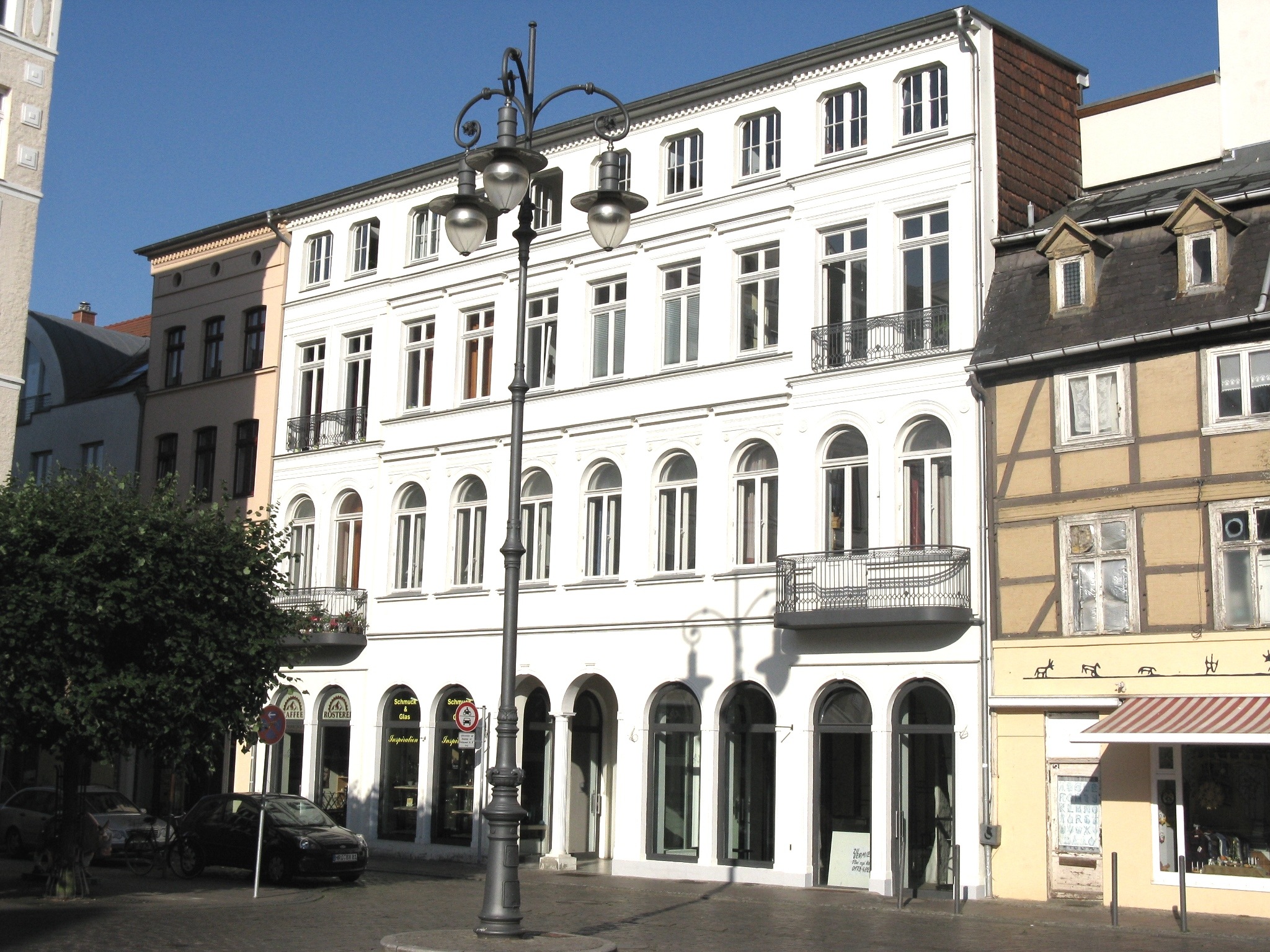
Am Markt 4/5

### Wohn- und Geschäftshaus (Am Markt4/5)
Das zehnachsige Gebäudeteil Nr. 4 nimmt den Platz von zwei älteren unterkellerten Häusern ein. Seine verputzte Fassade ist durch Gesimse in Geschosse geteilt und weist flache, im ersten Obergeschoss rundbogig geschlossene Fensterprofile sowie kleine Rosetten auf; es trägt ein ursprünglich an der Traufseite mit einem schmiedeeisernen Geländer versehenes Pultdach. Es entstand wahrscheinlich nach 1840 nach Plänen Demmlers. Im Erdgeschoss, auch im benachbarten Anwesen Schusterstraße 1, befand sich seit den 1920er Jahren das 1938 gewaltsam „arisierte“ Kaufhaus von Louis Kychenthal.
In den 1930er Jahren war eine Vereinfachung der Fassade durch den Architekten Paul Korff geplant. Zur Ausführung kamen 1939 nur die Entfernung der Dachgeländer und der inzwischen rekonstruierten Balkone sowie Umbauarbeiten an der Ladenfront im Erdgeschoss.
Der dreiachsige Gebäudeteil Nr. 5 schließt sich von der Marktseite gesehen direkt links an die Nr. 4 an, unterscheidet sich jedoch in Fassadengestalt und -farbe wesentlich, unter anderem durch versetzte Fensterhöhen und andere Fensterformen. Bis zu den Restaurierungsmaßnahmen nach der Wende erschien die Fassade beider Hausteile zumindest im Erdgeschoss einheitlich.

### Wohn- und Geschäftshäuser (Am Markt6–8)

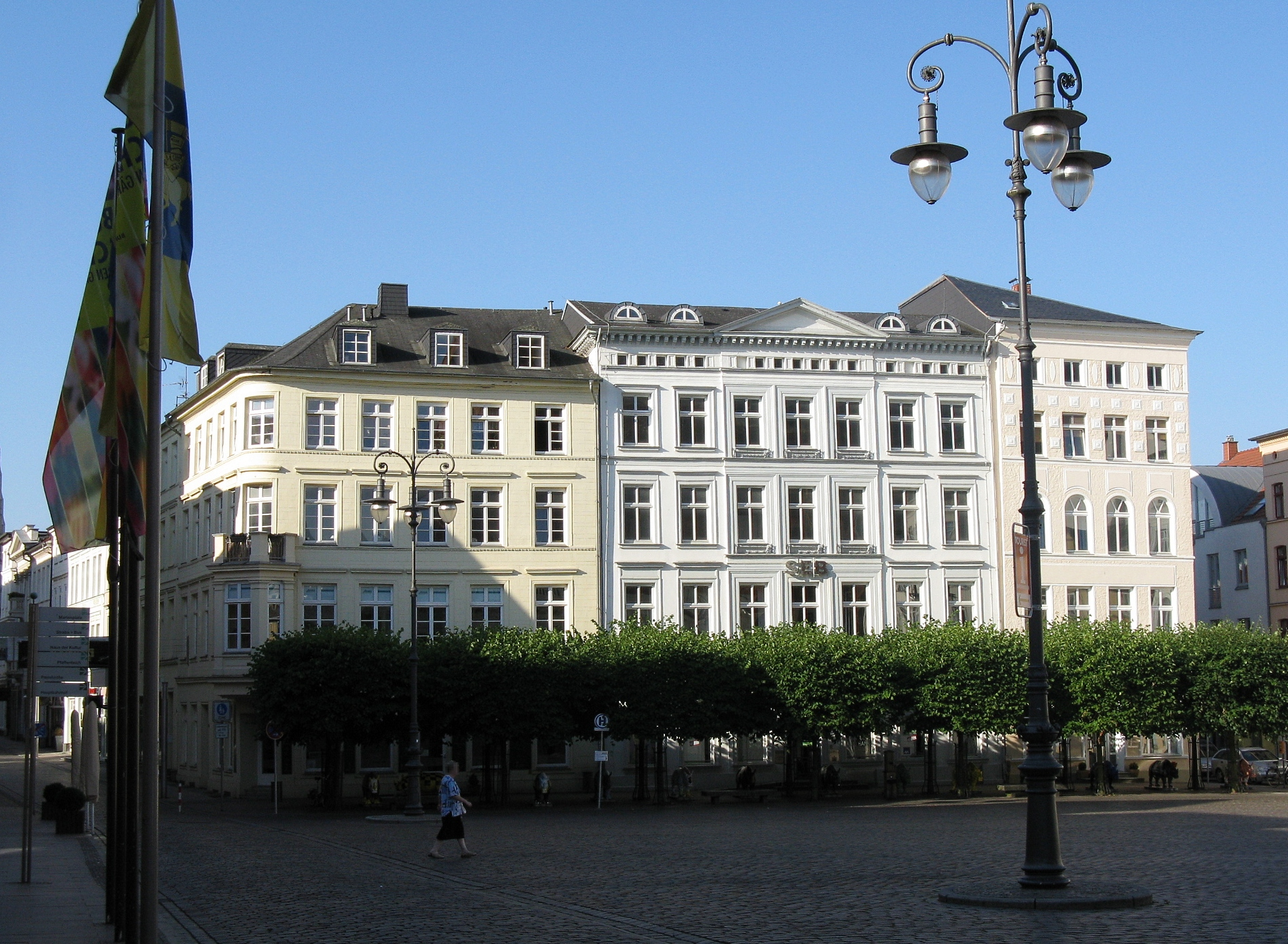
Am Markt 6–8

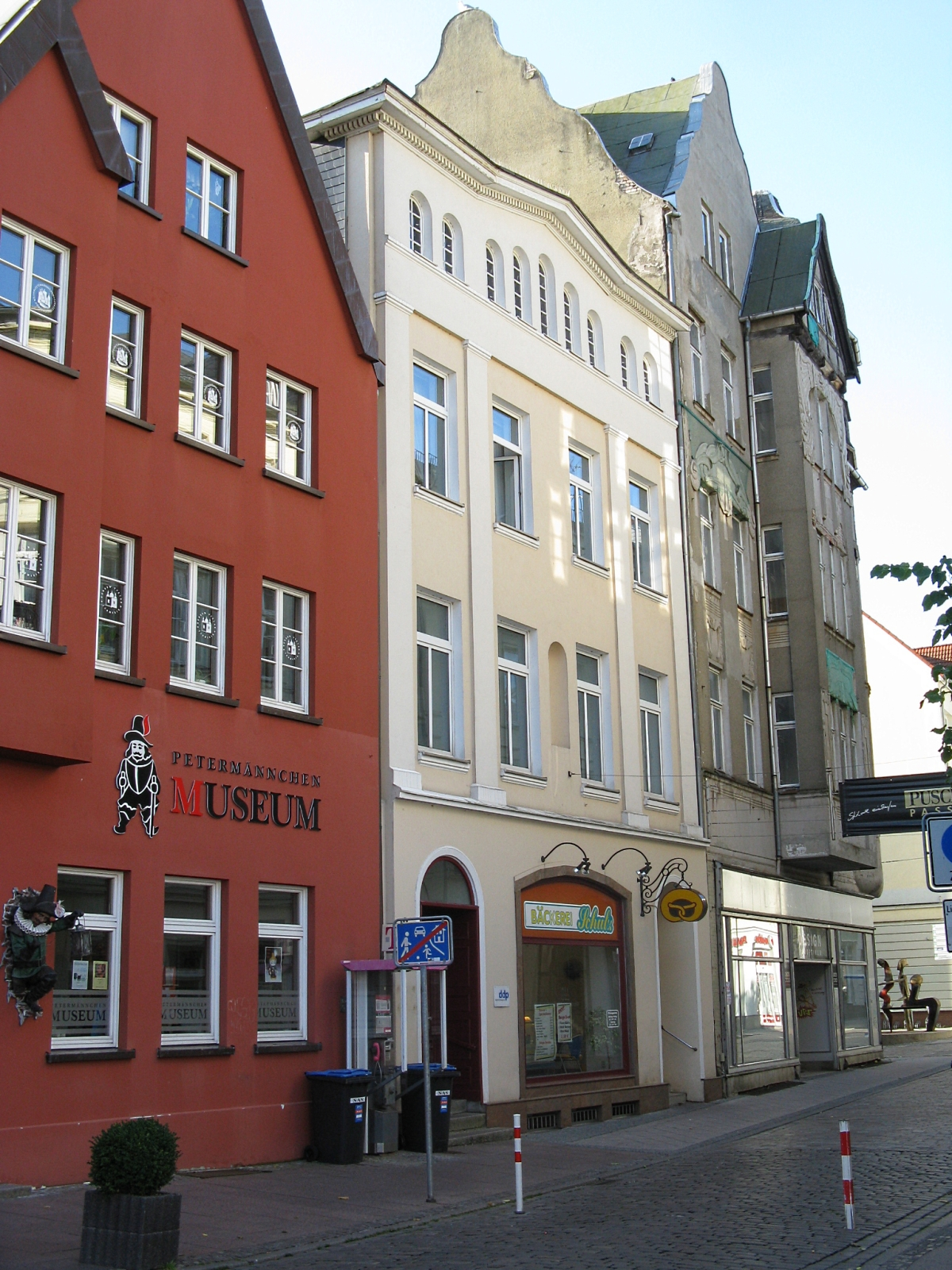
Am Markt 9 (Mitte)

Die Häuser an der Südfront sind durch nüchterne spätklassizistische Fassaden geprägt und kurz vor 1849 erbaut worden. Ihre Vorgängerbauten sind auf einem Gemälde von J. C. Wilck aus dem Jahr 1807 als Fachwerkhäuser zu erkennen.
Das fünfgeschossige Haus Nr. 6 mit jeweils vier Achsen zur Marktseite sowie zur Schusterstraße wurde 1865 über einem stichtonnengewölbten Kellergeschoss fast völlig neu in Fachwerk errichtet. Die vorgesetzten massiven Fassaden enthalten Rundbogenfenster im zweiten Obergeschoss, durchgehende Fensterbankgesimse und ornamentale Putzgliederungen. Nach seinem Besitzer, einem Kolonialwarenhändler, wurde das Gebäude auch als Wetteringsches Haus bezeichnet.
Das viereinhalbgeschossige und siebenachsige spätklassizistische Gebäude Nr. 7 an der südlichen Marktfront steht unter Denkmalschutz. Der Putzbau gliedert sich in drei Teile und wird oberhalb durch ein stark profiliertes Gesims mit einem Dreiecksgiebel über dem risalitartig ausgebildeten Mittelteil abgeschlossen. Es beherbergte in den beiden unteren Etagen das lebhafte Residenz-Café – kurz auch „Resi“ oder „Café Resi“ genannt. Das Resi war vor dem Zweiten Weltkrieg der Treffpunkt vieler Schweriner: Nachmittags bei Tanz und Musik und spät abends in der Resi-Bar (erste Etage), die bis nach Mitternacht geöffnet hatte. Um 1938 wurde der sich ursprünglich und auch heute wieder über die mittleren drei Achsen erstreckende Balkon im ersten Stock auf die gesamte Hausbreite ausgedehnt. In der DDR-Zeit wurde das Haus Café am Markt benannt. Heute hat sich eine schwedische Bank mit einer Filiale hier niedergelassen.
Haus Nr. 8 ist viergeschossig und besitzt jeweils fünf Achsen zur Marktseite und zur Puschkinstraße. Die Hausecke ist abgeschrägt und besitzt einen Erker im ersten Obergeschoss sowie einen darüber befindlichen Balkon. Die von Faschen umrahmten, hochrechteckigen Fenster sind im zweiten und dritten Stock durch durchlaufende Sohlbankgesimse verbunden.

### Wohn- und Geschäftshaus (Am Markt9)
Das Haus am Eingang zur Puschkinstraße besitzt klassizistische Züge durch eine flach abgeschlossene Fassade mit angedeutetem Giebeldreieck und die durch Wandpfeiler hervorgerufene vertikale Gliederung. Es weist ein nach Süden geneigtes Pultdach auf. Eine vorgeblendete Attika, die mit zur Mitte erhöhten rundbogigen Fenstern versehen ist, täuscht ein Halbgeschoss vor. Das Erdgeschoss ist mit zwei rundbogigen Eingängen sowie einem segmentbogigen Schaufenster ausgestattet. Die beiden Vollgeschosse werden durch vier Putzpilaster gegliedert.
Das Haus wurde im 19. Jahrhundert wahrscheinlich über einem teils flachgedeckten Kellergeschoss errichtet. Bis zur Errichtung des Gebäudes mündete marktseitig rechts neben dem Vorgängerbau eine bis 1843 in einem Stadtplan verzeichnete Gasse von der Schlachterstraße ein. Ein Durchgang (heute Zugang zu einem Bäckergeschäft) bestand jedoch noch einige Zeit weiter.

### Giebelhäuser (Am Markt10–12)

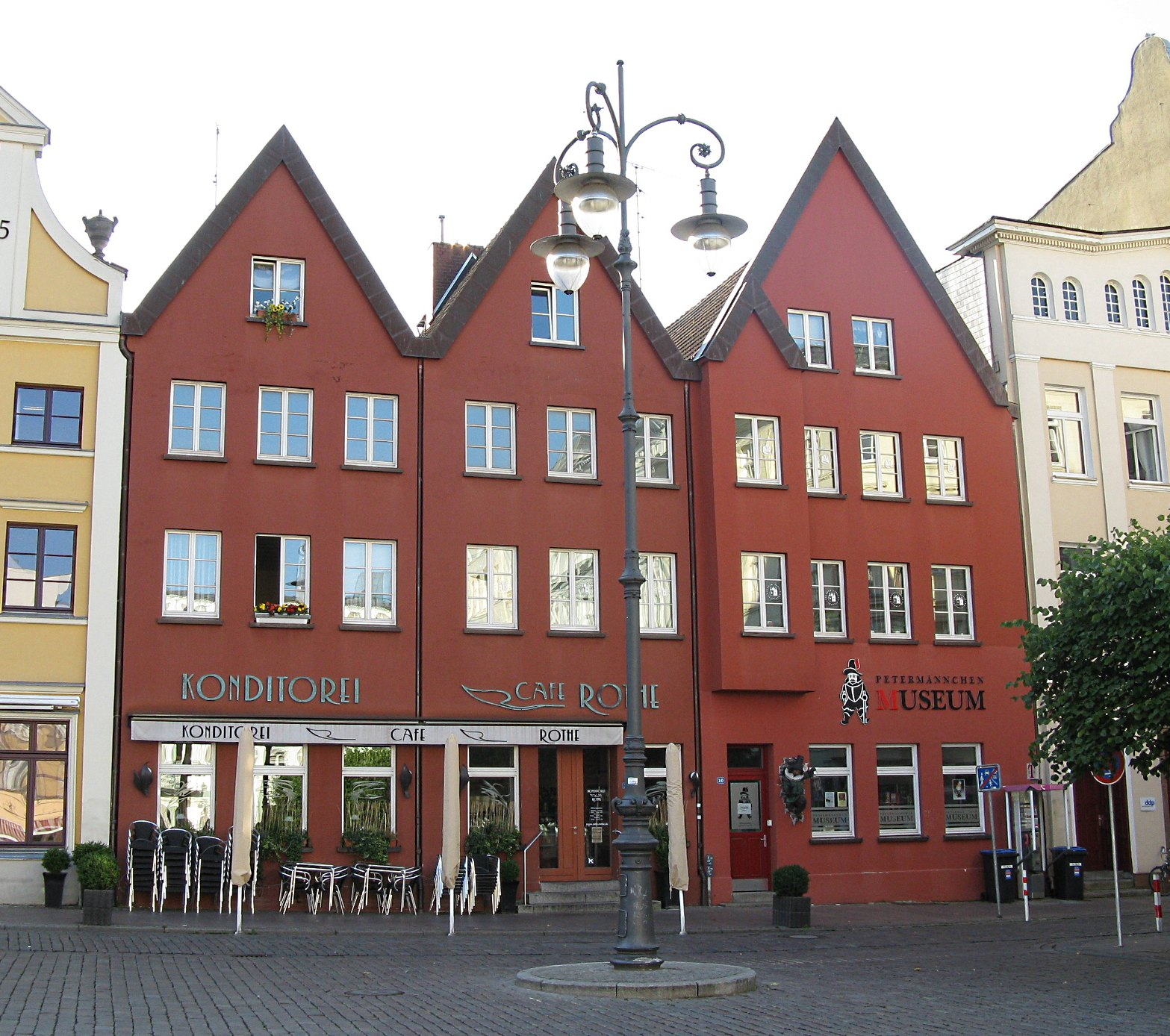
Am Markt 10–12

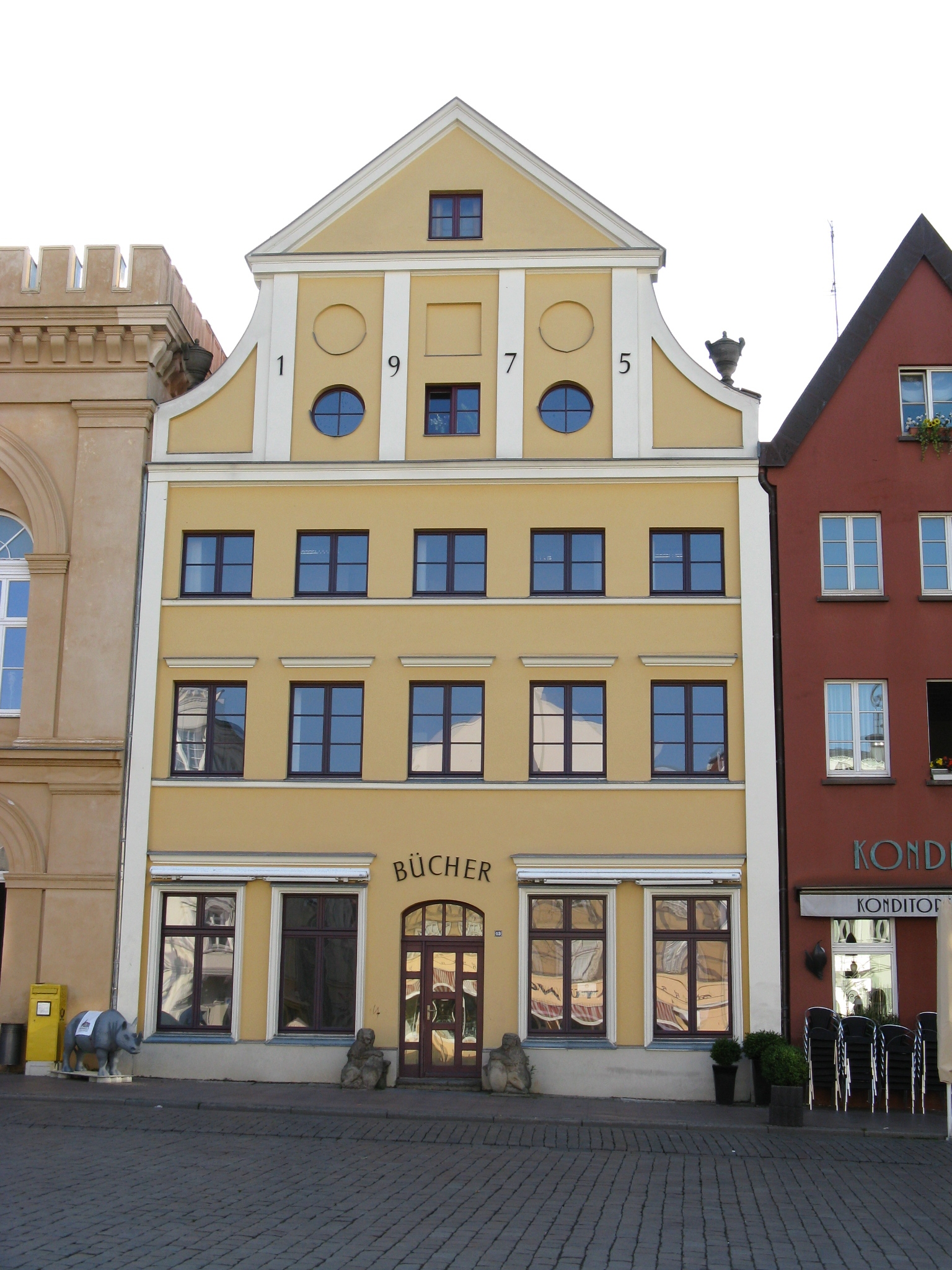
Am Markt 13

Die drei massiven Gebäude entstanden 1975 nach Plänen Joachim Kühls und des Denkmalpflegers Dietmar Zander, nachdem man im Zuge der Umgestaltung des Altstädtischen Marktes Häuser wegen ihres schlechten baulichen Zustands abriss. Die Neubauten fügten sich durch die Dreiecksgiebelform in das Marktensemble ein und orientierten sich nicht an den direkten Vorgängerbauten. Häuser mit Dreiecksgiebeln existierten an gleicher Stelle jedoch nach einer Überlieferung von 1807. Noch im Dezember 1975 kamen die Schwerin-Information und eine Milcheisbar im Erdgeschoss unter. Im Haus 10 befand sich ein Antiquitätenladen und von November 2006 bis August 2011 das Petermännchen-Museum. Im Haus 11–12 befindet sich derzeit die Konditorei „Café Rothe“.
Das Gebäude Am Markt 10 ist dreigeschossig und vierachsig. An der Nordseite ist ein einachsiger, giebelständiger Erker vorgelagert, der sich über die beiden Obergeschosse erstreckt. Der Vorgängerbau des Hauses Nr. 10 ist auf einem Gemälde J. C. Wilcks von 1807 zu sehen. Er erhielt spätestens 1849 einen Krüppelwalm und bestand bis 1975.
Haus Nummer 11 besitzt drei Geschosse und drei Achsen. Der dreieinhalbgeschossige und dreiachsige Vorgängerbau wurde über einem tonnengewölbten Keller vermutlich vor 1800 errichtet und erfuhr von 1808 bis 1849 Umbauten, wie etwa die Ausstattung mit einem Pfettendach und einer vorgeblendeten spätklassizistischen Fassade.
Das Gebäude Am Markt 12 gleicht äußerlich dem marktseitig rechten Giebelhaus. Der mehrfach umgestaltete Vorgängerbau entstand um 1800 und besaß ein Bohlenbinderdach sowie eine tonnengewölbte Unterkellerung. Nach 1849 wurde eine massive Fassade mit profilierten Rahmungen der hochrechteckigen Kreuzstockfenster vorgeblendet.

### Bürgerhaus (Am Markt 13)
Dieses Haus besitzt auf der Marktseite eine in gelb gehaltene barocke Giebelfassade sowie einen Fachwerkgiebel auf der Schlachtermarkt-Seite. Die vordere Fassade wurde nach Abriss des Hauses 1975 dem historischen Vorbild aus dem Jahr 1700 nachempfunden. Sie ähnelt damit dem Original, wie es bis zu seiner Umgestaltung 1835 Bestand hatte. Beim Abriss des Gebäudes konnten baugeschichtliche Details gewonnen werden. Das Zellengewölbe im Erdgeschoss, das Tonnengewölbe im Keller und der rückseitige Fachwerkgiebel aus dem 17. Jahrhundert gingen bei den Abbrucharbeiten verloren. Letzterer wurde vorwiegend aus Gründen der städtebaulichen Geschlossenheit am Schlachtermarkt ebenfalls rekonstruiert und vorgeblendet. Beim Rückbau des Gebäudes wurden Leinwandtapeten aus dem 17. Jahrhundert und eine bemalte Bretterdecke sichergestellt.
Von 1640 bis 1809 war im Haus 13 die Hofapotheke ansässig. Mit fürstlicher Erlaubnis wurde durch die Apotheke über längere Zeit auch Bier ausgeschenkt. 1975 bezog eine Buchhandlung die untere Etage. Seit dem 1. Januar 2009 befindet sich hier ein Auktionshaus.

### Rathaus (Am Markt14)
- Hauptartikel: Altstädtisches Rathaus (Schwerin)

Das seit 1338 an dieser Stelle belegte Gebäude wurde in seiner Geschichte dreimal durch Stadtbrände zerstört. Gebäudeteile des denkmalgeschützten Bauwerks stammen aus dem 14. bis 20. Jahrhundert. Die vorgeblendete Fassade entstand 1835 nach Plänen Georg Adolph Demmlers. Durch den Torbogen im südlichen Gebäudeteil sowie den das Rathaus mit dem nördlichen Nachbargebäude in der Puschkinstraße verbindenden Bogen bestehen Durchgänge zum Schlachtermarkt.
Seine ursprüngliche Funktion als Verwaltungssitz verlor das Rathaus endgültig mit Umzug der Verwaltung in das 1998 errichtete Stadthaus in der Nähe des Hauptbahnhofs. Lediglich Stadtvertretersitzungen werden hier noch abgehalten, außerdem ist die Stadtmarketinggesellschaft mit der von ihr betriebenen Touristeninformation im historischen Gebäude untergekommen.

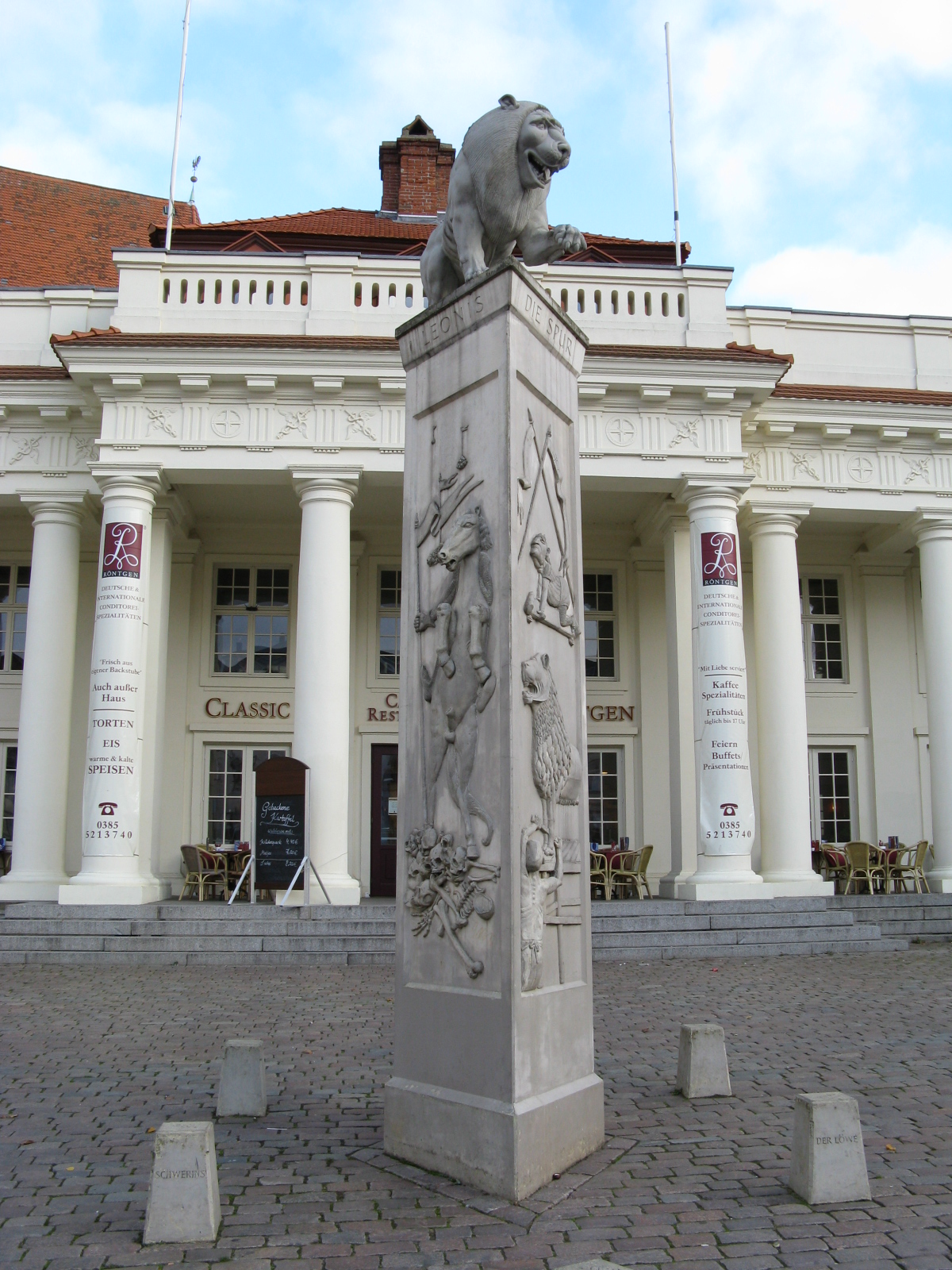
Löwendenkmal vor dem Neuen Gebäude

### Löwendenkmal
Die Stele mit Löwenskulptur an der Nordseite stammt vom Konstanzer Bildhauer Peter Lenk aus dem Jahr 1995 und wurde von einer Bank gestiftet. Aufgestellt wurde sie am Vorabend des 800. Todestag des Stadtgründers Heinrichs des Löwen. Der viereckige Sockel ist an den Seiten mit vier Reliefbildern ausgestattet, die vier Lebensepisoden des Sachsenherzogs satirisch kritisch darstellen. Diese sind der Wendenkreuzzug von 1147, durch den das Christentum unter anderem in Mecklenburg durchgesetzt werden sollte, die Gründung Schwerins 1160, die Herstellung des Braunschweiger Löwen, zu der Heinrich der Löwe Modell steht und die Bardowicker Gesäßhuldigung als Geringschätzung des nach England verbannten Heinrichs durch Bardowicker Bürger, da ihre Stadt während der Regierungszeit Heinrichs die Schlüsselrolle als Handelsplatz verlor.